# Arrest Tiercé Franco-Belge
Het arrest Tiercé Franco-Belge van 29 september 2006 was een door het Hof van Cassatie gewezen principearrest waarbij het Hof oordeelde dat samenloop mogelijk is bij gemengde fouten en loutere buitencontractuele schade. Hierbij kwam een einde aan de onzekerheid die voortkwam uit het dubbelzinnige Stuwadoorsarrest.

## Casus
De feiten waren de volgende: een man had bij Tiercé Franco-Belge nv, een turfkantoor, een weddenschap aangegaan inzake paarden. De bediende aldaar had echter vergeten zijn biljet te valideren. De man bleek op het juiste paard te hebben gewed, maar door het uitblijven van de validatie van het biljet werd hem geen prijs toegekend. Het Hof van beroep gaf de man gelijk, en veroordeelde Tiercé Franco-Belge nv tot het betalen van de misgelopen prijs. Tiercé Franco-Belge nv ging in cassatie, en het Hof van Cassatie heeft de beslissing van het Hof van Beroep vernietigd aangezien het volgens hem de schadevergoeding toekende op basis van de buitencontractuele aansprakelijkheid ondanks het feit dat men de contractuele band tussen beide partijen had vastgesteld en zonder de gevolgen van een mogelijke samenloop na te gaan.